# Благовіщенський собор (Ніжин)
Благовіщенський собор — православний храм та пам'ятка архітектури національного значення у Ніжині (Чернігівська область).

## Історія
Постановою Ради Міністрів УРСР від 24.08.1963 № 970 «Про впорядкування справи обліку та охорони пам'яток архітектури на території Української РСР» надано статус пам'ятка архітектури республіканського значення № 830 Благовіщенський собор (Благовіщенський собор Благовіщенського чоловічого монастиря).
Встановлено інформаційні дошки на фасаді собору та при вході на територію монастиря. Вхід на територію монастиря з боку вулиці Небесної сотні (раніше Леніна).
Комплекс Благовіщенського монастиря № 83-Чг також включає Петропавлівську церкву з дзвіницею № 83-Чг/2, ігуменський корпус із трапезною № 84-Чг/3, келії № 85-Чг/4, будинок крамниць № 86-Чг/5 — згідно з Розпорядженням Чернігівської обласної державної адміністрації від 13.02.1998 № 69, готель для паломників № 10032-Чр. Втрачено два об'єкти комплексу — готель і дзвіницю.

## Опис
Входить до комплексу споруд Благовіщенського монастиря і розташований на його території. Собор є однією з найважливіших архітектурних домінант центру міста Ніжина.
Благовіщенський собор спорудив у період 1702—1716 років І. Устинов у формах бароко коштом митрополита Стефана Яворського за нагляду його брата Петра. Собор започаткував Благовіщенський монастир.
П'ятикупольний, чотиристовпний, дев'ятичастковий у плані собор. Під час будівництва під південно-східним куполом облаштовано приміщення для бібліотеки, яку започаткували 609 книг, які подарував монастирю Стефан Яворський. Після смерті Стефана Яворського бібліотеку 1731 року вивезено до Харківського колегіуму. На відкритті собор проголошено пам'яткою перемоги над шведами під Полтавою.
Вівтарну частину прикрашав живопис, який належить до найкращих зразків староукраїнського наддніпрянського монументального мистецтва. Окрім релігійних сюжетів написано портрети князя Володимира, Петра І, Олександра І, С. Яворського, Д. Ростовського. Розпис виконали ніжинські майстри — Ф. Ціхановський, Я. Левенець та інші. Іконостас різьблений, позолочений у 7 ярусів, роботи ніжинських майстрів; одну з ікон написав київський митрополит Рафаїл Забаровський.
Зазнав значних пошкоджень під час пожеж 1750, 1757, особливо 1797 року. Відбудований у період 1798—1799 років. Неодноразово перебудовувався. 1814 року фронтони перероблено на трикутні шпилі, збільшено вікна, змінено форму верхів. У період 1812—1818 років знову розписано.
Собор використовували під склади, іконостас собору знищено, поховання — пограбовано. 1969 року проведено консерваційні роботи.
1999 року комплекс споруд Благовіщенського монастиря повернуто релігійній громаді Української православної церкви (МП), потім проведено реставраційні роботи.